# Церква святого великомученика Димитрія (Скоморохи)
Церква святого великомученика Димитрія в Скоморохах — парафія і храм греко-католицької громади Золотопотіцького деканату Бучацької єпархії Української греко-католицької церкви в селі Скоморохи Чортківського району Тернопільської области.

## Історія церкви
Кам'яний храм звели у 1884—1887 роках у візантійському стилі. У 1938 році церкву перебудували, коли парафією опікувався отець Іван Галібей. Головними жертводавцями стали дідич села Антон П'єджицький та поміщик пан Зеленський. Родину П’єджицьких поховали на церковному подвір'ї. У 1991 році Володимир Кісілюк розписав храм.
До 1946 року парафія належала до УГКЦ, а з 1946 по 1990 рік — до РПЦ. У 1944 році отець Галібей був заарештований за патріотичну проповідь, а церкву закрили. Деякий час будівлю використовували як зерносховище, а потім дозволили проводити богослужіння у православному обряді.
У 2004 році єпископську візитацію здійснив Бучацький владика Іриней Білик.
При парафії діють спільноти: «Матері в молитві», «Жива Вервиця», братство «Апостольство молитви» та Вівтарна дружина. На території села є також фігури, каплички та хрести, які мають значення для парафії.

## Парохи
- о. Іван Галібей,
- о. Іллярін Лукашевич (1869—1903),
- о. Іван Палагінський (1903—1904),
- о. Авксентій Глібовицький (1904—1920),
- о. Методій Супрун (1920),
- о. Іллярій Лушпинський (1920—1922),
- о. Іполіт Бабак (1922—1925),
- о. Іван Галібей (1925—1944),
- о. Володимир Ольхоний (до 1990),
- о. Валерій Кандюк (1990—1992),
- о. Ярослав Павлик (з 1992).